# Surinaamse parlementsverkiezingen 1914
De Surinaamse parlementsverkiezingen in 1914 vonden plaats in februari van dat jaar. 
Er konden vier leden voor de Koloniale Staten gekozen worden in verband met het periodiek aftreden van R. Fabriek, J.A. Jessurun, W. Kraan en H.J. van Ommeren. Bij enkel kandidaatstelling werden gekozen: W.P. Hering, J.A. Jessurun, W. Kraan en H.J. van Ommeren.
Na hun installatie had de Koloniale Staten de volgende dertien leden:
| Naam                       | Gepland jaar van aftreding | Bijzonderheden |
| -------------------------- | -------------------------- | --- |
| I. da Costa                | 1916                       | voorzitter, in 1915 opgevolgd door H.W. van Asch van Wijck                                                            |
| J.A. Dragten               | 1916                       | vicevoorzitter |
| A.F.C. Curiel              | 1916                       | |
| P.A. May                   | 1916                       | in 1914 opgevolgd door W.N.S. Arntz                                                                                   |
| J.R. Thomson               | 1916                       | |
| L.L. Beckeringh van Loenen | 1918                       | in 1914 opgevolgd door W.P. Hering                                                                                    |
| S.B. Bibaz                 | 1918                       | in 1914 opgevolgd door A.P. Nassy                                                                                     |
| D. Olthuis                 | 1918                       | in 1915 opgevolgd door H.J. van Ommeren                                                                               |
| H. Salm                    | 1918                       | in 1915 opgevolgd door W. Dijckmeester                                                                                |
| W.P. Hering                | 1920                       | in 1914 opgevolgd door A.R. Bueno; later dat jaar werd Hering als opvolger van Beckeringh van Loenen opnieuw verkozen |
| J.A. Jessurun              | 1920                       | |
| W. Kraan                   | 1920                       | |
| H.J. van Ommeren           | 1920                       | in 1914 ontslag genomen en opgevolgd door J.R.C. Gonggrijp; in 1915 teruggekeerd als opvolger van Olthuis             |

Er volgde een discussie over de kandidaatstelling van Hering. Zijn naam was toegevoegd aan een lijst van een kiesvereniging nadat meerdere personen hun handtekening al hadden geplaatst. In mei 1914 werd hij Statenlid maar twee maanden later nam hij ontslag en kort daarop werd hij bij een tussentijdse verkiezing opnieuw verkozen tot Statenlid.